# Maxime Lajoie
Maxime Lajoie (Quebec City, Quebec, 5 de noviembre de 1997) es un jugador profesional canadiense de hockey sobre hielo que se desempeña en la posición de defensor izquierdo en Toronto Maple Leafs, equipo de la National Hockey League (NHL).

## Carrera
Fue seleccionado en la quinta ronda en la NHL Entry Draft de 2016. En 2018 hizo su debut profesional con el equipo Ottawa Senators, en el cual jugó dos temporadas (2018-2020), después pasó a Carolina Hurricanes (2020-2023), luego a Toronto Maple Leafs, donde lleva jugando una temporada.